# Livre de Ruth
Le Livre de Ruth (en hébreu מגילת רות Megilath Ruth, le rouleau de Ruth) est un livre de la Bible hébraïque, classé parmi les livres historiques de l'Ancien Testament chrétien et parmi les livres des Ketouvim (Écrits) dans la tradition juive. Les Juifs le lisent généralement lors de la fête de Chavouot.
L'histoire de Ruth se déroule à l'époque où les Juges dirigeaient le peuple d'Israël. Il s'agit de montrer comment une femme étrangère est non seulement entrée dans le peuple d'Israël mais est devenue l'ancêtre du roi David. Le récit met l'accent sur la loyauté exemplaire de la Moabite Ruth, vis-à-vis de sa belle-famille comme de Yahvé.

## Résumé
Le chapitre 1 décrit la vie d'Élimélek et de sa famille à l'époque des Juges d'Israël, qui pour fuir la famine qui sévit en Israël, quitte la ville de Bethléem et émigre dans le royaume voisin de Moab. Après la mort de son époux, Ruth, qui ne veut pas quitter sa belle-mère, épouse sa foi et se rend avec Noémi à Bethléem. 
Le chapitre 2 montre Ruth glanant dans les champs de Boaz. 
Au chapitre 3, Noémi dit à Ruth de se rendre à l'aire de vannage et de se coucher aux pieds de Boaz. 
Le chapitre 4 est l'histoire du mariage de Ruth et de Boaz. Ils eurent un fils, Obed, de la lignée duquel sortirent David, puis Jésus de Nazareth selon le Nouveau Testament.

## Le livre de Ruth dans l'art

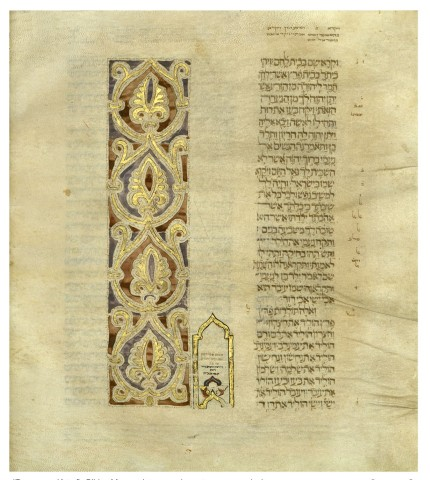
Damas Keter, fin du livre de Ruth, Bible. Manuscrit sur parchemin. Burgos (Espagne), 1260

- Damas Keter, fin du livre de Ruth, Bible. Manuscrit sur parchemin. Burgos (Espagne), 1260Cantate « Naomi and Ruth » de Mario Castelnuovo-Tedesco.
- Adaptation cinématographique L'Histoire de Ruth, péplum américain réalisé par Henry Koster, sorti en 1960.
- Victor Hugo dans la Légende des Siècles a écrit le poème Booz endormi inspiré du chapitre 3.
- Chester Brown adapte le livre de Ruth en bande dessinée dans son ouvrage Marie pleurait sur les pieds de Jésus[2].